# Lanarvily
Lanarvily (tiếng Breton: Lannarvili) là một xã của tỉnh Finistère, thuộc vùng Bretagne, miền tây bắc Pháp.

## Dân số
Người dân ở Lanarvily được gọi là Lanarvilisiens.